# Hedgehoppers Anonymous
Hedgehoppers Anonymous var en brittisk musikgrupp bildad hösten 1963 under namnet the Trendsetters. På våren 1965 upptäckte producenten Jonathan King gruppen. De bytte på hans begäran namn till Hedgehoppers Anonymous. Medlemmar i gruppen var Mick Tinsley (sång), John Stewart (gitarr), Alan Laud (gitarr), Roy Honeyball (basgitarr), och Leslie Dash (trummor). "Hedge-hopping" är ett uttryck för flygplan som flyger lågt och valdes då alla medlemmar var med i brittiska flygvapnet.
Gruppens debutsingel var den satiriska "It's Good News Week" och den nådde plats #5 på Englandslistan. I USA kom den inte längre en till plats #48 på billboardlistan. De släppte några singlar till varav "Don't Push Me" blev en mindre hit i Sverige. Gruppen upplöstes i januari 1967.

## Diskografi
Singlar
- 1965 – "It's Good News Week" / "Afraid Of Love" (UK #5)
- 1965 – "Don't Push Me" / "Please Don't Hurt Your Heart For Me"
- 1966 – "Baby (You're My Everything)" / "Remember"
- 1966 – "Daytime" / "That's The Time"
- 1966 – "Stop Press" / "Little Memories"

Samlingsalbum
- 2001 – It's Good News Week